# 博士（林学）
博士（林学）は、博士の学位であり、林学に関する専攻分野を修めたことによって、授与されるものである。林学博士の学位を初めて修得したのは本多静六であり、本多は1899年（明治32年）に帝国大学農科大学（現在の東京大学大学院農学生命科学研究科・農学部）にて林学博士を授与される。以降、林学博士は農学研究科などの林学を専攻する博士課程を修められることによって、授与されるようになる。